# 何文輝 (明朝)
何文輝（1341年—1376年），字德明，安徽滁州人。明朝初期军事将领。
当时朱元璋在攻下滁州时，认何文輝为义子。后任征南副將軍，與胡美由江西取福建，攻下杉關、光澤、邵武、建陽，直趨建寧。后因为元朝将领達里麻降而又反，胡美大怒欲屠城，后经達何文輝劝阻。之后跟随朱元璋去汴梁，任河南衛指揮使，平定汝州。之后跟随徐达攻下陕西，留守潼关。洪武三年，授大都督府都督僉事，之后跟随傅友德平定四川，留守成都。洪武五年，跟随李文忠北伐，守卫居庸关，之后称疾而还，后洪武九年去世。